# Distretto di Shulin
Il distretto di Shulin (樹林區S, Shùlín QūP) è un distretto della municipalità di Nuova Taipei, situata a Taiwan.